# ツムラ

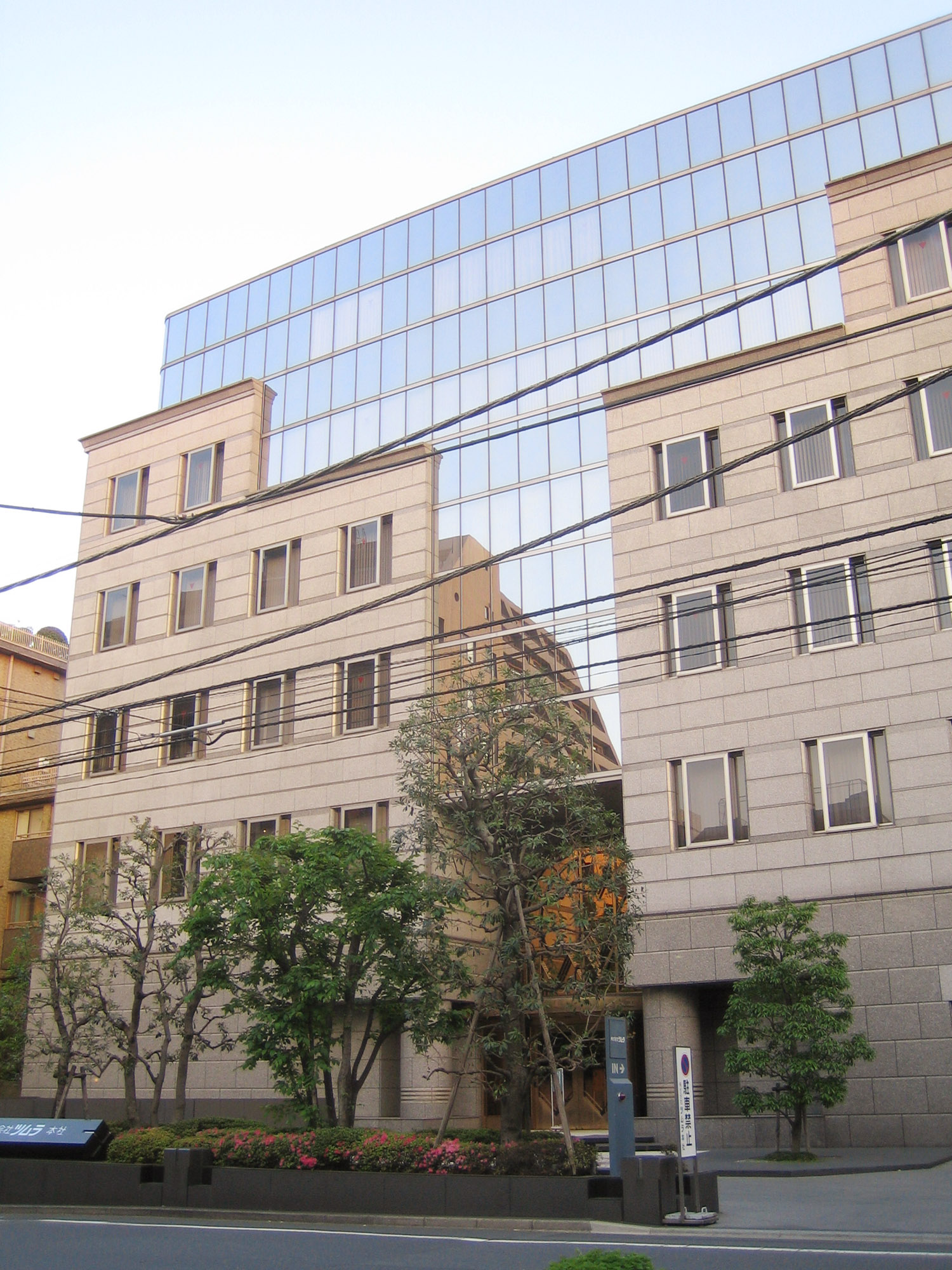
旧本社（千代田区二番町）。1986年竣工

株式会社ツムラ（英: Tsumura & Co.）は、東京都港区赤坂に本社を置く漢方薬品メーカー。1893年創業。
コーポレート・スローガンは「自然と健康を科学する」で、かつての津村順天堂時代には「漢方を科学する」を謳っていた。。現在は、会社ロゴのスペースに会社の専門を示す「漢方のツムラ」と表記。

## 概要

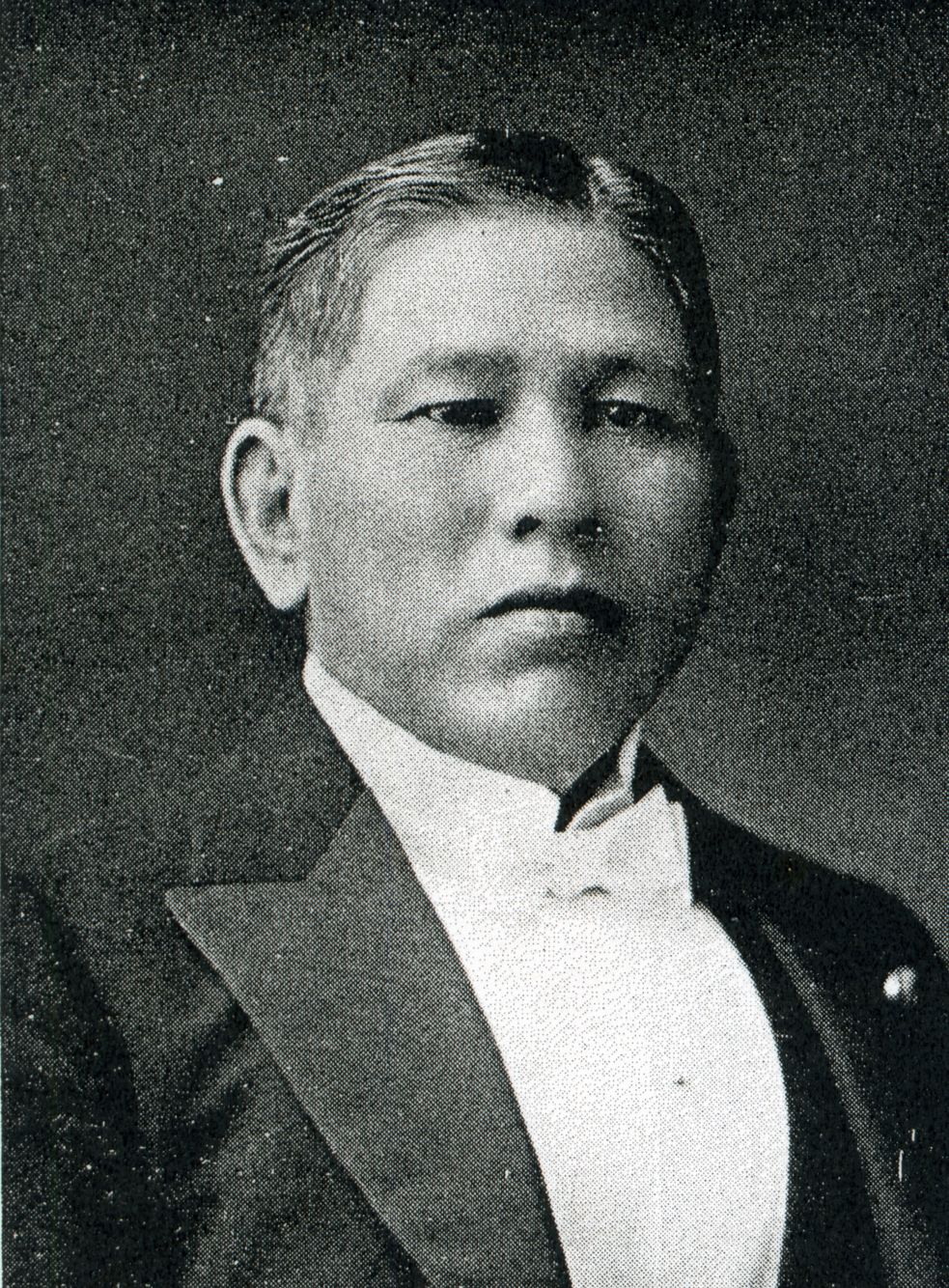
ツムラ創業者・津村重舎

大和国（現在の奈良県）に生まれた初代津村重舎が上京し、日本橋に漢方薬局を開いたのが始まり。津村が故郷から受け継いだ秘薬を元に改良され、創業と同時に、婦人保健薬「中将湯」を発売する。その他にも1907年（明治40年）に胃腸薬「ヘルプ」を発売する。1900年（明治33年）、中将湯を精製する過程で出るくずを従業員が持ち帰り風呂に入れたところ、夏のあせもが消え、冬には体がよく温まるという経験をヒントに、「くすり湯中将湯」を発売する。さらにこれを改良・研究の結果を得て「バスクリン」となる。
1936年（昭和11年）に改組。当初の社名は株式会社 津村順天堂だったが、1988年（昭和63年）10月1日に「ツムラ」に変更する。なお「順天堂」と名乗っていたが、順天堂大学はもちろんのこと、ホームセンターのジュンテンドー（本社・島根県益田市）とは全くの無関係である。
1980年代に入ってからは、雑貨販売、美術品の輸入・販売、米国での日用品製造・販売「ツムラインターナショナル」、化粧品販売「ツムラ化粧品」を展開するなど、事業の多角化を進めていった。この多角化の一環としてフジサンケイグループが主催したサーカスの冠スポンサーとなり、「ツムライリュージョン」という名称で興行が行われた。これらの多角化事業は、バブル景気の崩壊以降多くが赤字に転落し、経営を圧迫した。
1995年（平成7年）に、第一製薬（現：第一三共）から芳井順一が取締役として招聘され、それまでの多角化した事業を集約し、医療用漢方製剤を中心とする事業へのシフトを行った。現在では、医療用漢方薬で日本国内シェアの8割以上を占める（2007年（平成19年）9月末現在）。また、一般用医薬品 (OTC) の漢方部門でもクラシエ薬品などとシェアを寡占する（業界3位）。
こうした改革が進行している1996年（平成8年）、創業者一族で元社長の津村昭が総額70億円の不正債務保証により商法の特別背任罪で逮捕・起訴され、一審・二審ともに有罪判決を受けている。
入浴剤「バスクリン」シリーズ、ヘア・ケア商品「モウガ」シリーズをはじめとする家庭用品部門については、2006年（平成18年）10月よりツムラの100%子会社であるツムラ ライフサイエンス株式会社（現在は、ツムラから完全独立後にアース製薬傘下に入り、株式会社バスクリンとなっている）に引き継がれた。

## 沿革
※ ツムラの歴史 - ツムラについて - 株式会社ツムラ（外部サイト）
- 1893年（明治26年） - 初代津村重舎が東京・日本橋に津村順天堂を創業。婦人良薬中将湯本舗の看板を掲げ初代重舎と店員2名で製造販売を開始。
- 1900年（明治33年） - くすり湯浴剤「中将湯」発売。
- 1919年（大正8年） - 目黒工場竣工。
- 1924年（大正13年） - 生薬の研究所「津村研究所」及び薬用植物園「津村薬草園」を設立。
- 1926年（大正15年） - 植物学者牧野富太郎博士が主宰した「植物研究雑誌」（月刊）を、津村研究所から発刊[4]。
- 1930年（昭和5年） - 芳香入浴剤「バスクリン」の生産販売を開始。
- 1936年（昭和11年） - 株式会社へ組織改正し、株式会社津村順天堂設立。
- 1941年（昭和16年） - 二代目津村重舎が社長に就任。
- 1943年（昭和18年） - 満州津村順天堂を奉天に設立。
- 1945年（昭和20年） - B29の爆撃により日本橋の本社焼失。本社機能を目黒工場へ移転したが、目黒工場も一部に直撃弾を受けて焼失。
- 1950年（昭和25年） - 戦争中、原料不足のため中止されていた「バスクリン」の製造が再開される。
- 1952年（昭和27年） - 中央区日本橋に中将湯ビルが落成し、営業開始。地下1階地上8階塔屋1回の近代的建築。
- 1954年（昭和29年） - 中将湯糖衣錠「ラムール」を発売。
- 1957年（昭和32年） - 「中将湯ビル診療所」開設。初代所長に大塚敬節博士が就任[5]。
- 1962年（昭和37年） - 防疫用農薬を製造販売する津村交易株式会社を吸収合併。
- 1964年（昭和39年） - 静岡工場竣工、目黒工場より移転。
- 1972年（昭和47年） - 日本初の浴槽洗浄剤「バスピカ」発売。
- 1974年（昭和49年） - 医療用漢方製剤29処方の販売を開始。
- 1976年（昭和51年） - 津村昭が三代目社長に就任。医療用漢方製剤33処方が、薬価基準に収載され、保健薬の指定を受ける。
- 1978年（昭和53年） - 生薬原料の安定供給確保交渉のため、会長が第1回目の中国訪問。北京で中国政府の衛生部長と会談。中国土産畜産進出口総公司と具体的細部について直接交渉。
- 1982年（昭和57年） - 東証一部上場。
- 1983年（昭和58年）
  - 富士枝急送株式会社（現株式会社ロジテムツムラ）に出資。
  - 茨城新工場が竣工し、稼働開始。
  - 石岡市柏原工業団地に、日本生薬株式会社を設立。
  - 創業90周年を記念し、国際漢方シンポジウムパーティーを開催。
- 1986年（昭和61年）
  - 東京都千代田区二番町に本社移転。
  - 入浴剤「日本の名湯」発売。
- 1987年（昭和62年） - 医療用漢方製剤G処方が薬価基準に追加収載され、保健薬指定は計129処方となる。
- 1988年（昭和63年） - 社名を株式会社ツムラへ変更。創業以来のシンボルマーク「中将姫」に代わり、新シンボルマークを採用。
- 1991年（平成3年） - 原料生薬の調達拠点として深圳津村薬業有限公司を設立。
- 1993年（平成5年） - 創業100周年。医療用漢方製剤29処方の販売を開始。
- 1995年（平成7年） - 風間八左衛門が社長に就任。
- 1996年（平成8年）
  - 3月 - 漢方薬の副作用で10人死亡の報道出る。当時、慢性肝炎に頻用されていた小柴胡湯により88人が間質性肺炎を発症し、10人が死亡したという内容[6]。
  - 10月 - 津村昭前社長がツムラの資産を担保に金融機関から架空の事業資金名目で70億円の不正融資を引き出していた巨額債務保証で特別背任罪で逮捕される。
- 1999年（平成11年） - ツムラスタンダード（行動憲章・行動基準）を制定。漢方医学セミナー始まる。
- 2001年（平成13年）
  - 中国におけるエキス粉末（中間製品）の製造拠点として、上海津村製薬有限公司を設立。
  - TSUMURA USA,INC.を設立。
- 2004年（平成16年） - 芳井順一が社長に就任。
- 2005年（平成17年） - 日本生薬株式会社を吸収合併。
- 2006年（平成18年） - 家庭用品部門を会社分割により分社化（社名：ツムラ ライフサイエンス株式会社）。本社ビルおよび六番町ビルを売却
- 2007年（平成19年） - 本社を千代田区二番町から港区赤坂へ移転。
- 2008年（平成20年） - 家庭用品を扱う子会社であるツムラ ライフサイエンス株式会社の全株式を投資ファンドのWISE PARTNERSへ売却[7]。
- 2009年（平成21年）
  - ツムラ ライフサイエンス株式会社はWISE PARTNERSの子会社と合併し、ツムラ ライフサイエンス株式会社の現経営陣や従業員の一部が自社株取得 (MBO) により資本参加。
  - 夕張ツムラを設立。
- 2010年（平成22年）
  - ツムラ ライフサイエンス株式会社が社名を「株式会社バスクリン」に変更。2012年2月29日よりアース製薬の子会社となる。
  - ラオスによる原料生薬の栽培、調達、調整加工、保管拠点としてLAO TSUMURA CO.,LTD.を設立。
- 2012年（平成24年） - 加藤照和が代表取締役社長就任[8]。
- 2015年（平成27年） - 医療用医薬品の新バーコード表示及び包装デザイン変更。
- 2017年（平成29年） - 中国平安保険グループと資本・業務提携を締結。同時に中国平安保険のグループ会社である中国平安人寿保険股份有限公司が第三者割当増資を引き受け、発行済み株式の１０％を取得して筆頭株主となる[9]。

## 製品・商品

### 医療用医薬品

#### 医療用漢方製剤
| 医療用漢方製剤（129処方（エキス顆粒剤128処方、軟膏剤1処方）） | 医療用漢方製剤（129処方（エキス顆粒剤128処方、軟膏剤1処方）） | 医療用漢方製剤（129処方（エキス顆粒剤128処方、軟膏剤1処方）） | 医療用漢方製剤（129処方（エキス顆粒剤128処方、軟膏剤1処方）） | 医療用漢方製剤（129処方（エキス顆粒剤128処方、軟膏剤1処方）） | 医療用漢方製剤（129処方（エキス顆粒剤128処方、軟膏剤1処方）） | 医療用漢方製剤（129処方（エキス顆粒剤128処方、軟膏剤1処方）） | 医療用漢方製剤（129処方（エキス顆粒剤128処方、軟膏剤1処方）） | 医療用漢方製剤（129処方（エキス顆粒剤128処方、軟膏剤1処方）） | 医療用漢方製剤（129処方（エキス顆粒剤128処方、軟膏剤1処方）） |
| 1                                                             | 2                                                             | 3                                                             | 4                                                             | 5                                                             | 6                                                             | 7                                                             | 8                                                             | 9                                                             | 10                                                            |
| ------------------------------------------------------------- | ------------------------------------------------------------- | ------------------------------------------------------------- | ------------------------------------------------------------- | ------------------------------------------------------------- | ------------------------------------------------------------- | ------------------------------------------------------------- | ------------------------------------------------------------- | ------------------------------------------------------------- | ------------------------------------------------------------- |
| 葛根湯                                                        | 葛根湯加川芎辛夷                                              | 乙字湯                                                        | -                                                             | 安中散                                                        | 十味敗毒湯                                                    | 八味地黄丸                                                    | 大柴胡湯                                                      | 小柴胡湯                                                      | 柴胡桂枝湯                                                    |
| 11                                                            | 12                                                            | 13                                                            | 14                                                            | 15                                                            | 16                                                            | 17                                                            | 18                                                            | 19                                                            | 20                                                            |
| 柴胡桂枝乾姜湯                                                | 柴胡加竜骨牡蛎湯                                              | -                                                             | 半夏瀉心湯                                                    | 黄連解毒湯                                                    | 半夏厚朴湯                                                    | 五苓散                                                        | 桂枝加朮附湯                                                  | 小青竜湯                                                      | 防已黄耆湯                                                    |
| 21                                                            | 22                                                            | 23                                                            | 24                                                            | 25                                                            | 26                                                            | 27                                                            | 28                                                            | 29                                                            | 30                                                            |
| 小半夏加茯苓湯                                                | 消風散                                                        | 当帰芍薬散                                                    | 加味逍遙散                                                    | 桂枝茯苓丸                                                    | 桂枝加竜骨牡蛎湯                                              | 麻黄湯                                                        | 越婢加朮湯                                                    | 麦門冬湯                                                      | 真武湯                                                        |
| 31                                                            | 32                                                            | 33                                                            | 34                                                            | 35                                                            | 36                                                            | 37                                                            | 38                                                            | 39                                                            | 40                                                            |
| 呉茱萸湯                                                      | 人参湯                                                        | 大黄牡丹皮湯                                                  | 白虎加人参湯                                                  | 四逆散                                                        | 木防已湯                                                      | 半夏白朮天麻湯                                                | 当帰四逆加呉茱萸生姜湯                                        | 苓桂朮甘湯                                                    | 猪苓湯                                                        |
| 41                                                            | 42                                                            | 43                                                            | 44                                                            | 45                                                            | 46                                                            | 47                                                            | 48                                                            | 49                                                            | 50                                                            |
| 補中益気湯                                                    | -                                                             | 六君子湯                                                      | -                                                             | 桂枝湯                                                        | 七物降下湯                                                    | 釣藤散                                                        | 十全大補湯                                                    | -                                                             | 荊芥連翹湯                                                    |
| 51                                                            | 52                                                            | 53                                                            | 54                                                            | 55                                                            | 56                                                            | 57                                                            | 58                                                            | 59                                                            | 60                                                            |
| 潤腸湯                                                        | 薏苡仁湯                                                      | 疎経活血湯                                                    | 抑肝散                                                        | 麻杏甘石湯                                                    | 五淋散                                                        | 温清飲                                                        | 清上防風湯                                                    | 治頭瘡一方                                                    | 桂枝加芍薬湯                                                  |
| 61                                                            | 62                                                            | 63                                                            | 64                                                            | 65                                                            | 66                                                            | 67                                                            | 68                                                            | 69                                                            | 70                                                            |
| 桃核承気湯                                                    | 防風通聖散                                                    | 五積散                                                        | 炙甘草湯                                                      | 帰脾湯                                                        | 参蘇飲                                                        | 女神散                                                        | 芍薬甘草湯                                                    | 茯苓飲                                                        | 香蘇散                                                        |
| 71                                                            | 72                                                            | 73                                                            | 74                                                            | 75                                                            | 76                                                            | 77                                                            | 78                                                            | 79                                                            | 80                                                            |
| 四物湯                                                        | 甘麦大棗湯                                                    | 柴陥湯                                                        | 調胃承気湯                                                    | 四君子湯                                                      | 竜胆瀉肝湯                                                    | 芎帰膠艾湯                                                    | 麻杏薏甘湯                                                    | 平胃散                                                        | 柴胡清肝湯                                                    |
| 81                                                            | 82                                                            | 83                                                            | 84                                                            | 85                                                            | 86                                                            | 87                                                            | 88                                                            | 89                                                            | 90                                                            |
| 二陳湯                                                        | 桂枝人参湯                                                    | 抑肝散加陳皮半夏                                              | 大黄甘草湯                                                    | 神秘湯                                                        | 当帰飲子                                                      | 六味丸                                                        | 二朮湯                                                        | 治打撲一方                                                    | 清肺湯                                                        |
| 91                                                            | 92                                                            | 93                                                            | 94                                                            | 95                                                            | 96                                                            | 97                                                            | 98                                                            | 99                                                            | 100                                                           |
| 竹筎温胆湯                                                    | 滋陰至宝湯                                                    | 滋陰降火湯                                                    | -                                                             | 五虎湯                                                        | 柴朴湯                                                        | 大防風湯                                                      | 黄耆建中湯                                                    | 小建中湯                                                      | 大建中湯                                                      |
| 101                                                           | 102                                                           | 103                                                           | 104                                                           | 105                                                           | 106                                                           | 107                                                           | 108                                                           | 109                                                           | 110                                                           |
| 升麻葛根湯                                                    | 当帰湯                                                        | 酸棗仁湯                                                      | 辛夷清肺湯                                                    | 通導散                                                        | 温経湯                                                        | 牛車腎気丸                                                    | 人参養栄湯                                                    | 小柴胡湯加桔梗石膏                                            | 立効散                                                        |
| 111                                                           | 112                                                           | 113                                                           | 114                                                           | 115                                                           | 116                                                           | 117                                                           | 118                                                           | 119                                                           | 120                                                           |
| 清心蓮子飲                                                    | 猪苓湯合四物湯                                                | 三黄瀉心湯                                                    | 柴苓湯                                                        | 胃苓湯                                                        | 茯苓飲合半夏厚朴湯                                            | 茵蔯五苓散                                                    | 苓姜朮甘湯                                                    | 苓甘姜味辛夏仁湯                                              | 黄連湯                                                        |
| 121                                                           | 122                                                           | 123                                                           | 124                                                           | 125                                                           | 126                                                           | 127                                                           | 128                                                           | 129                                                           | 130                                                           |
| 三物黄芩湯                                                    | 排膿散及湯                                                    | 当帰建中湯                                                    | 川芎茶調散                                                    | 桂枝茯苓丸加薏苡仁                                            | 麻子仁丸                                                      | 麻黄附子細辛湯                                                | 啓脾湯                                                        | -                                                             | -                                                             |
| 131                                                           | 132                                                           | 133                                                           | 134                                                           | 135                                                           | 136                                                           | 137                                                           | 138                                                           |                                                               | 501                                                           |
| -                                                             | -                                                             | 大承気湯                                                      | 桂枝加芍薬大黄湯                                              | 茵蔯蒿湯                                                      | 清暑益気湯                                                    | 加味帰脾湯                                                    | 桔梗湯                                                        | -                                                             | 紫雲膏                                                        |

「-」は製品番号/識別コードの欠番。製品番号／識別コードの1桁目の数字ごとに識別向上のための色が決められている。
- ツムラの生薬コウジン末
- （日局）ブシ末 ブシ末（調剤用）「ツムラ」

#### 漢方製剤以外
かつてアスタット、シンフェーズT28錠を扱っていたがそれぞれマルホ、科研製薬に譲渡した。アスタットの一般用は第一三共ヘルスケアのウィンダムと全薬工業のゼスパートである。製造元は日本農薬である。
- メタライト250カプセル（ウィルソン病治療薬）
- （日局）トコンシロップ「ツムラ」（誤飲時の催吐剤）（現在販売中止）

### OTC医薬品

#### 漢方製剤
- 漢方エキス顆粒【第2類医薬品】：葛根湯、小青竜湯、柴胡桂枝湯、葛根湯加川芎辛夷、麻黄湯、麦門冬湯、桔梗湯、カンポアズマ（神秘湯と半夏厚朴湯の複合製剤）、乙字湯、柴胡加竜骨牡蠣湯、防已黄耆湯、防通散BF（防風通聖散）、大黄甘草湯、麻杏薏甘湯など
- 漢方内服液【第2類医薬品】：葛根湯、柴胡桂枝湯、麦門冬湯、小青竜湯、麻黄湯、葛根湯2、葛根湯（小・中学生用）
- 漢方エキス錠【第2類医薬品】：柴胡桂枝湯、葛根湯、小青竜湯、当帰芍薬散料、加味逍遙散、桂枝茯苓丸料
- ツムラ漢方トローチ桔梗湯【第2類医薬品】
- 尿トラブル改善薬：ケアテ内服液【第2類医薬品】、ケアテ顆粒【第2類医薬品】

#### 漢方製剤以外
- 婦人薬：中将湯【第2類医薬品】、中将湯ティータイプ【第2類医薬品】、中将湯ラムール【第2類医薬品】、ラムールQ【指定第2類医薬品】
- 健胃・消化薬：ツムラ胃腸内服液【第2類医薬品】（製造販売元：大昭製薬）、熊膽丸【第3類医薬品】（製造販売元：廣貫堂）
- 滋養強壮内服剤：ワンテンPα【第2類医薬品】（製造販売元：大昭製薬）、ハイクタンエース50【第2類医薬品】（製造販売元：日新薬品工業）、ハイクタンD【第2類医薬品】（製造販売元：日新薬品工業）、ハイクタンDプラス【第2類医薬品】（製造販売元：日新薬品工業）、ハイクタンゴールドX【第2類医薬品】（製造販売元：日新薬品工業）

#### その他
- 薬用入浴剤：バスハーブ【医薬部外品】
- 食品：ツムラのおいしい和漢ぷらす たかめるのど飴（製造販売元：春日井製菓）

なお、「バスクリン」など、「バスハーブ」以外の入浴剤については、現在、株式会社バスクリンが製造販売を行っている。バスクリンとツムラとの人的・資本関係は既になくなっている。

#### 販売終了品
- 生薬分包機：漢包名人（専用分包紙は販売継続）
- 陰圧式勃起補助具：リテント【医療用具】
- 滋養強壮内服剤：活【医薬品】
- 薬用入浴剤：浴剤中将湯【医薬部外品】
- 農業資材：ツムランド（生薬のリサイクル堆肥）、自然倶楽部（植物活力剤）、D-D【農薬】（土壌殺虫剤）
- ツムラ化粧品：マリシェ、マリシェロッセ、パピリオ、ハーズハーブ

## ツムラグループ
- 国内
  - 株式会社ロジテムツムラ（静岡県藤枝市）
  - 株式会社夕張ツムラ（北海道夕張市）
- 海外
  - 深圳津村薬業有限公司
  - 上海津村製薬有限公司
  - 天津津村製薬有限公司
  - 平安津村薬業有限公司
  - 平安津村有限公司
  - 盛実百草薬業有限公司
  - TSUMURA USA,INC.
  - LAO TSUMURA CO.,LTD.

## テレビ番組
- 日経スペシャル カンブリア宮殿 漢方のリーディングカンパニー・健康と医療への貢献こそが企業使命だ！（2010年6月21日、テレビ東京）[11]

## 提供番組
現時点、テレビ・ラジオにおける提供番組はない。2023年現在は単発番組などのみとなる。
以下過去に提供された番組
テレビ
- 漢方健康相談
- 所ジョージのモノMONOウォーズ
- 所さんのただものではない!
- （たけし・逸見の）平成教育委員会 - 当初は製薬会社の紳士協定に則り前半30分の一社提供を務めていた。
- K-1グランプリ - 以前育毛剤ブランド「Incent」（インセント）名義で冠スポンサーを務めていた。
- 奇跡体験!アンビリバボー（土曜19時台放送時）
- サタ☆スマ
- FNNニュースレポート11:30
- ほんものにせもの
- 勝ち抜きしりとり歌合戦
- 紅白なんでも合戦
- ドリフのドパンチ!学園
- 紅白対抗ドレミファ大作戦→ドレミファ学園
- カックラキン大放送!!
- マチャアキのシャカリキ大放送!!
- コント55号のなんでそうなるの?
- ハッチャキ!!マチャアキ
- 日曜日だョ!ドリフターズ!!
- JNNニュースデスク
- 妻そして女シリーズ
- NNNきょうの出来事
- 小川宏ショー→おはよう!ナイスデイ
- ハイ!土曜日です→DOサタデー
- 報道2001
- 健康家族ABC
- 脳内エステ IQサプリ
- めざましテレビ
- 水10!
- FNNスピーク
- FNNスーパーニュース
- ウーマン'sサロン
- 全国一斉!日本人テスト
- 金曜ドラマ[12]
- 痛快なりゆき番組 風雲!たけし城
- 関口宏のサンデーモーニング
- おふろダイアリー

ラジオ（一社提供のみ）
- ロンペーのときめきランチタイム内
ウッカリ夫人とチャッカリ夫人（1986年4月 - 1987年3月）※1986年9月までは複数社提供の一社扱い。10月から単独提供[13]。
- 一慶の歌謡大放送内
お便りだけで白昼堂々（1987年4月 - 1987年9月）[14]
- 生島ヒロシ いきいき大放送内
ヒロシのやじ馬ニュース（1987年10月 - 1988年3月）[15]
- 陳平のラジオ日曜版内
昼ざかり・女ざかり・花ざかり（1988年4月 - 1989年3月）[16]
- サンデーTOKYO内
街角100人アンケートクイズ（1989年4月 - 9月）[17]
芸能ウォッチング（1989年10月 - 1990年3月）[18]
週刊ツムラあっぱれLIVE（1990年4月 - 9月）[19]
- 週刊ツムラ街角パラダイス（1990年10月 - 2001年3月）
途中、日曜昼から土曜昼に移動、単独番組の時期あり。
- ラ・ラ・ラ♪日ようび内
ツムラ・ミュージックタイムマシーン（2001年4月 - 2003年9月）
- サタデー大人天国! 宮川賢のパカパカ行進曲!!内
ツムラ街角ヤッホークイズ（2003年10月 - 2005年3月）
（ここまでTBSラジオ）
- 私のジャズコレクション - 津村昭が単独出演、自社提供した（アール・エフ・ラジオ日本、 - 1996年（平成8年）10月)
- 長野祐也の政界キーパーソンに聞く（ラジオ日本 クレジットのみ提供）
- 財津和夫の人生ゲーム21（東海ラジオほか、2009年（平成21年）4月 - 2010年（平成22年）9月）

## CM出演者
- 現在
  - 桐島かれん - 企業CM
- 過去
  - アンディ・フグ - Incent（インセント）
  - 大河内奈々子 - モルティ
  - 伊丹十三・宮本信子夫妻 - 日本の名湯シリーズ、バスクリン（ツムラへの社名変更告知CMにも出演[注釈 4]）
  - 谷村新司 - 日本の名湯シリーズ
  - 井筒和幸 - きき湯
  - ヒデとロザンナ - ふろっこ、バスクリン（一家で出演）
  - 伊武雅刀 - バスクリンリライフ
  - 若槻千夏 - きき湯
  - うつみ宮土理 - きき湯
  - 内海賢二 - バスピカS（ナレーターも兼任）
  - 長山藍子 - バスピカ、バスピカS、ソクピカ
  - ウルトラマン - バスクリンリライフ
  - 江本孟紀 - ニューバスクリン（1983年（昭和58年）頃）
  - オアシズ - きき湯
  - 掛布雅之 - きき湯（ナレーター）
  - 菊池桃子 - 企業CM
  - Kiroro - クールバスクリン
  - 小谷実可子 - 企業CM
  - 小錦 - バスクリン、クールバスクリン
  - 小林カツ代 - キッチンアクアショット
  - 篠原涼子 - ソフレ
  - 佐竹雅昭 - Incent（インセント）
  - セルジオ越後 - きき湯（ナレーター）
  - 多岐川裕美 - 日本の名湯シリーズ
  - 田中律子 - ソフレ
  - 関めぐみ - ソフレ
  - デニス・ホッパー - バスクリン
  - 中島知子（オセロ） - きき湯
  - 浜美枝 - スメランド、バスピカ
  - 萩本欽一 - バスクリン
  - 国生さゆり - バスクリン
  - 赤井英和 - バスクリン
  - 藤原紀香 - バスクリン・カラダプラス
  - 細野晴臣 - きき湯
  - 増田明美 - きき湯（ナレーター）
  - 本木雅弘 - プロセス・スキンケアシリーズ
  - 森昌子 - バスピカ
  - 安田怜子（エムシーシスターモデル） - きき湯
  - 山口智充（DonDokoDon）- バスクリン
  - 山﨑努 - 日本の名湯シリーズ
  - 屋良有作 - バスクリン
  - 吉田恵 - クールバスクリン、フゥ〜半身浴set
  - レスリー・ニールセン - バスクリン
  - 渡瀬恒彦 - バスクリン(CMソング「裸の王様」(シングルCDで発売)も歌唱したCMもあり。)
  - 大瀧詠一 - スメランド（CMソング歌唱）

## 書籍

### 関連書籍
- 『漢方の花ひらく 古来の実績に科学の光を』（著者:津村重舎）（1993年4月10日、善本社）ISBN 4-7939-0308-8
- 『復活を使命にした経営者 ツムラ、復活への四〇〇〇日』（著者:岡田晴彦、編:ダイヤモンド・ビジネス企画）（2013年6月7日、ダイヤモンド社）ISBN 9784478083352